# Täby badminton
Täby badminton eller Täby badmintonförening är en badmintonförening i Täby kommun.

## Historia
Föreningen har funnits sedan 1982 då den bildades efter en utbrytning ur Täby IS. I början höll föreningen till i Täby parks källarlokaler. År 1973 flyttade föreningen in i den då nybyggda Rospiggen. År 2010 flyttade föreningen återigen, denna gång till helt nybyggda Täby Racketcenter.

## Aktiviteter
Täby badmintonförening har i dag Sveriges största badmintonskola , flera ungdomsgrupper, samt ett elitserielag.

## Elitserielaget

### Säsongen 2013/14
| Män                  | Kvinnor        |
| -------------------- | -------------- |
| Sebastian Gransbo    | Amanda Andrén  |
| Peder Nordin         | Clara Nistad   |
| Daniel Ojaäär        | Mikaela Jäntti |
| Christian Pettersson |                |
| Viktor Aglinder      |                |
| Mathias Wigardt      |                |

### Säsongen 2012/13
| Män                  | Kvinnor        |
| -------------------- | -------------- |
| Sebastian Gransbo    | Amanda Andrén  |
| Peder Nordin         | Sayali Gokhale |
| Daniel Ojaäär        | Karolin Kotte  |
| Christian Pettersson | Rebecca Kuhl   |
| Nico Ruponen         | Kristina Roman |
| Mathias Wigardt      |                |

Lagledare: Måtern Öhrling

### Placering[2]
| Säsong  | Placering |
| ------- | --------- |
| 2011/12 | 3         |
| 2012/13 | 4         |